# ألعاب شعبية موريتانية

## أتحاجي
أتحاجي هو لعبة موريتانية يقوم فيها كل شخص بسؤال الآخر عن المعني المقصود من اتحاجية التي يقولها له فإذا كان جوابه صحيحا تعكس المسألة ويبدأ هو بطرح أتحاجية جديدة وهكذا والفائز هو الذي يحصل على أكبر قدر ممكن من النقاط إما عبر الإجابة على المقصود من أتحاجية أو عبر عدم معرفة الخصم للمعني.

## ظامت
لعبة شعبية لها كثير من الجمهور وهي لعبة ذكاء وتشبه شطرنج عند الأوروبيين والعرب والداما عند الأفارقة، ولا تعرف في إلا في بلاد مجتمع البيظان حيث أنها تعتبر بيظانية صرفة، ويشير عدد كبير من اللاعبين المتميزين لها على أنها أكثر تعقيدا من لعبة شطرنج، وقد كانت في ما مضى لعبة النخبة من المجتمع حيث يلعبها الأمراء والعلماء والقضاة.

## قوانين ظامت
تتكون اللعبة من جيشين أحدهما من الحجارة أو ما يشبهها والآخر من العيدان كل جيش يتألف من أربعين قطعة، وتتكون اللعبة من تسعة صفوف في كل صف تسعة قطع، ويقتسم اللاعبان الصف الخامس بأربعة قطع لكل طرف والنقطة والثمانين هي نقطة الإنطلاق (عين الموردة) القطع تسير إلى الأمام مباشرة أو نحو زاوية ولا يمكنها الرجوع للخلف إلا في حالة ظام أحدها، أي أصبح سلطانا فبإمكانه الإنطلاق نحو أي اتجاه.

### مشاهير ظامة قديما
أحمد ولد سيدي فال ويعتبر اللاعب الأفضل على مر العصور بإجماع من أهل اللعبة.
كراي ولد أحمد يوره
الشيخ ولد عبدالجليل
محلل ولد الفظيل
محمذن ولد محمدفال
دحمان ولد بيروك
امين ولد سيدي
عالم الرياضيات البروفيسور يحي ولد حامد

## مشاهير ظامت
بداه ولد الگوار رئيس الإتحادية الموريتانية لظامت
الولي محمذن ولد محمودا
القاضي ابين ولد ببان
محنض ولد اميدين
الولي ولد المختار ولد صلاحي
محمدن ولد أبوبكر
إبراهيم ولداعل زين
محمد محمود ولد اهويدي

## دمراو
دمراو لعبة شبيهة من حيث الشكل بلعبة ظامت لكنها تختلف من حيث القوانين.

## الأوزار
الأوزار هي الدمى التي تلعب بها البنات وتتكون عادة من رجال ونساء وخيام مصغرة تلعب بها البنت مع صديقاتها.